# Люцерна (село)
Люце́рна — село в Україні, у Михайлівській сільській громаді Запорізького району Запорізької області. Населення  — 1175 осіб (станом на 01.01.2007). До 2018 року — адміністративний центр Люцернянської сільської ради.

## Географія
Село Люцерна розташоване за 15 км від обласного центру та 25 км від міста Вільнянська, в балці Середня, на відстані 2,5 км від села Богатирівка та за 3 км від села Михайлівка. Селом тече пересихаючий струмок із загатою. Через село пролягає автошлях міжнародного значення М18E105. Найближчий пасажирський залізничний зупинний пункт — Платформа 13 км (за 2 км від села). Площа села — 143,5 га, налічується 404 домогосподарств.

## Історія
Село Люцерна засноване у 1918 році. Назва походить від однойменного урочища.
У 1932—1933 селяни зазнали сталінський геноцид.
З 24 серпня 1991 року село у складі незалежної України.
День села досі відзначається 14 жовтня, саме в цей день село було звільнено від німецько-фашистських загарбників Червоною армією в ході німецько-радянської війни.
9 лютого 2018 року, в ході децентралізації, Люцернянська сільська рада об'єднана з Михайлівською сільською громадою.
19 липня 2020 року, в результаті адміністративно-територіальної реформи та ліквідації Вільнянського району, село увійшло до складу новоутвореного Запорізького району.

## Населення

### Мова
Розподіл населення за рідною мовою за даними перепису 2001 року:
| Мова            | Кількість | Відсоток |
| --------------- | --------- | -------- |
| українська      | 930       | 79,48 %  |
| російська       | 234       | 20 %     |
| білоруська      | 3         | 0,25 %   |
| польська        | 1         | 0,09 %   |
| румунська       | 1         | 0,09 %   |
| інші/не вказали | 1         | 0,09 %   |
| Всього:         | 1170      | 100 %    |

## Економіка
Підприємства
- ВАТ «Дружба»
- фермерські господарства.

## Інфраструктура
В селі працюють: середня загальноосвітня школа, будинок культури.

## Відомі особи
Уродженці села:
- Клименко Микола Іванович (1913—1990) — Герой Соціалістичної Праці, працював трактористом, комбайнером в радгоспах «Дружба» та «Запорізька Січ».
- Козіцін Роман Юрійович (1994—2024) — військовослужбовець, учасник російсько-української війни[3]